# پایان بهره‌کشی از جانوران
پایان بهره‌کشی از جانوران (انگلیسی: Abolitionism) جنبشی از حقوق جانوران است که مخالف هر گونه استفاده از جانوران توسط انسان‌هاست و می‌گوید تمام جانوران هوشیار (ادراک‌کننده)، انسان یا غیرانسان، در یک حق اساسی اشتراک دارند: حق اینکه با آن‌ها به عنوان «دارایی» شخصی دیگر رفتار نشود.